# Encyrtus mucronatus
Encyrtus mucronatus är en stekelart som beskrevs av Julius Theodor Christian Ratzeburg 1848. Encyrtus mucronatus ingår i släktet Encyrtus och familjen sköldlussteklar. Inga underarter finns listade i Catalogue of Life.